# Villa Spinola di San Pietro
La villa Spinola di San Pietro è una villa patrizia situata nel quartiere genovese di Sampierdarena, edificata dalla famiglia Lercari, passata agli Spinola e sede del liceo statale Piero Gobetti.

## Storia
La villa fu fatta costruire nella seconda metà del XVI secolo da Giovanni Battista Lercari, doge della Repubblica di Genova nel biennio 1563-1565, proprietario del Palazzo Lercari-Spinola di via degli Orefici. Lo stesso doge ne finanziò la decorazione interna delle sale, che fu iniziata al piano terreno con l'affresco della vasta volta dell'atrio, con grottesche e paesaggi realizzati da un autore non identificato. Sempre al piano terreno, l'ambiente che presenta le decorazioni di maggior pregio, giunte fino a noi in ottimo stato di conservazione, è la sala con le Storie di Paride raffigurate sulla volta, attribuite a Bernardo Castello, che raffigura al centro il Ratto di Elena, affiancato da Paride fanciullo consegnato ai pastori, il Convito degli dei e Il giudizio di Paride, entro cornici bianche a stucco. A seguito della tragica scomparsa del figlio maggiore del doge, la campagna decorativa cinquecentesca venne interrotta.

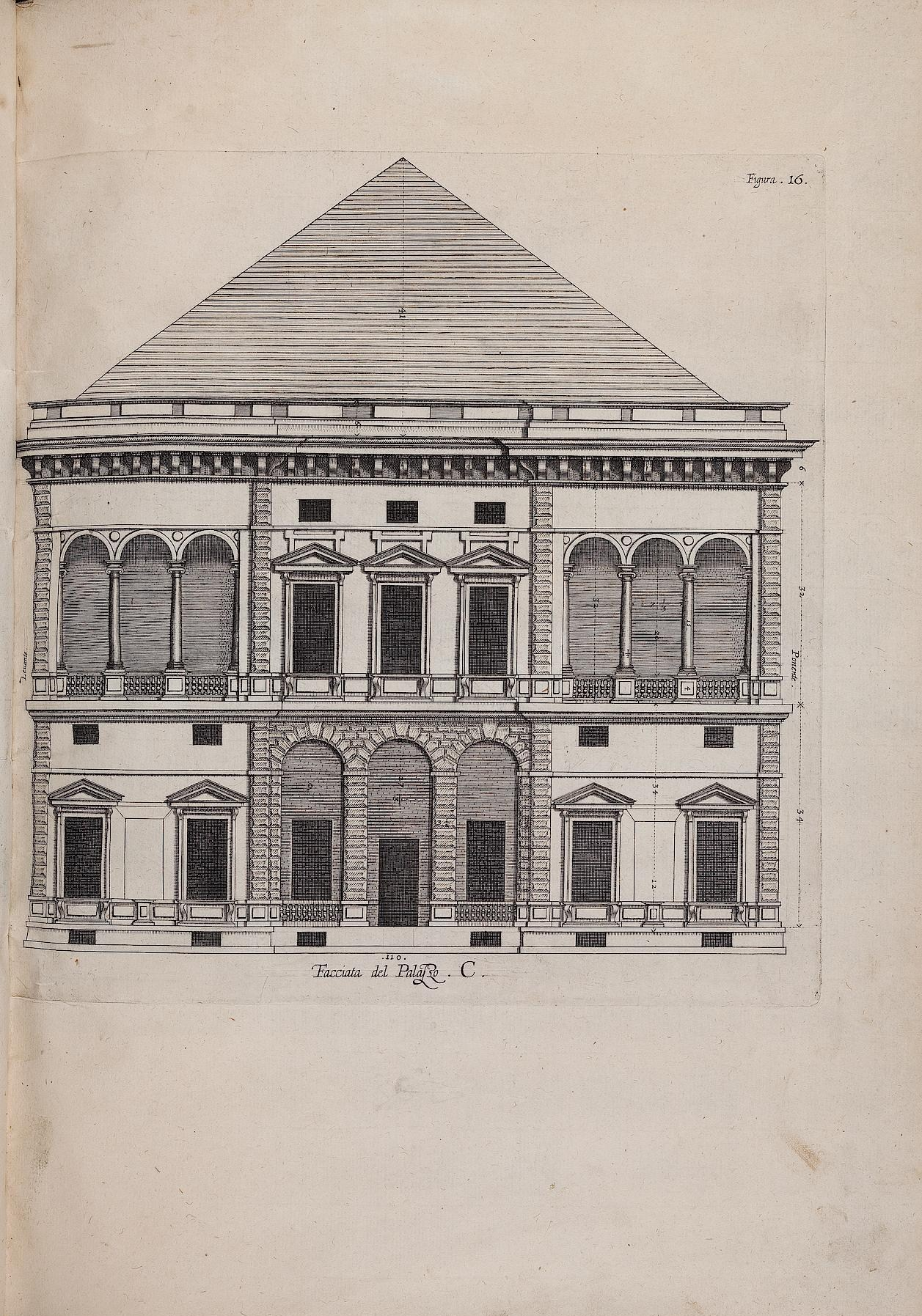
L'originaria facciata principale nel disegno di Peter Paul Rubens

Successivamente, la villa pervenne per via ereditaria al nipote Giovanni Battista Spinola, che nel 1616 aveva acquistato il titolo ducale di San Pietro in Galatina. Giovanni Battista Spinola (cognato del celebre condottiero Ambrogio Spinola, ritratto da Velasquez nel famoso dipinto La resa di Breda) la fece rimaneggiare conferendole la struttura che ha ancora oggi e completando la decorazione interna. Con i lavori eseguiti tra il 1622 e il 1625 l'edificio subì sostanziali modifiche, con la chiusura delle logge e l'apertura di nuove finestre.
Fino all'Ottocento rimase di proprietà degli eredi degli Spinola, fu poi ceduta a vari istituti religiosi (prima le Dame del Sacro Cuore e poi le Figlie della carità di San Vincenzo de' Paoli, note come "Cappellone") ed infine nel 1920 al comune di Sampierdarena che la adibì a scuola. 
Nel drastico processo di trasformazione che subì il borgo di Sanpierdarena, da villaggio di pescatori e luogo di villeggiatura patrizia a polo industriale e logistico, la villa perdette completamente il vastissimo parco che si estendeva sia a valle fino quasi al mare, sia a monte sulle colline, abbellite da peschiere e giochi d'acqua per i quali i Lercari avevano fatto costruire un apposito acquedotto. La villa perse quindi completamente l'intenso rapporto con il paesaggio circostante, garantito dalle ampie logge al piano terreno e al secondo piano del progetto alessiano, visibili sulle incisioni che Rubens dedicò alla villa.
Con la creazione della Grande Genova, nel 1926, è entrata a far parte del patrimonio del comune di Genova. Nel frattempo era stata sopraelevata di un piano; un tempo in posizione aperta e dominante, dal primo Novecento è circondata e quasi soffocata dai caseggiati costruiti intorno, tanto che l'ingresso dovette essere spostato nella facciata a monte perché lo spazio antistante era stato quasi interamente occupato da un edificio di abitazione che copre la vista della facciata principale. L'aspetto severo dell'edificio è anche dovuto alla perdita delle decorazioni pittoriche che ornavano la facciata principale e contribuivano ad ingentilire l'impatto.
Attualmente è sede del liceo statale Piero Gobetti.

## Descrizione

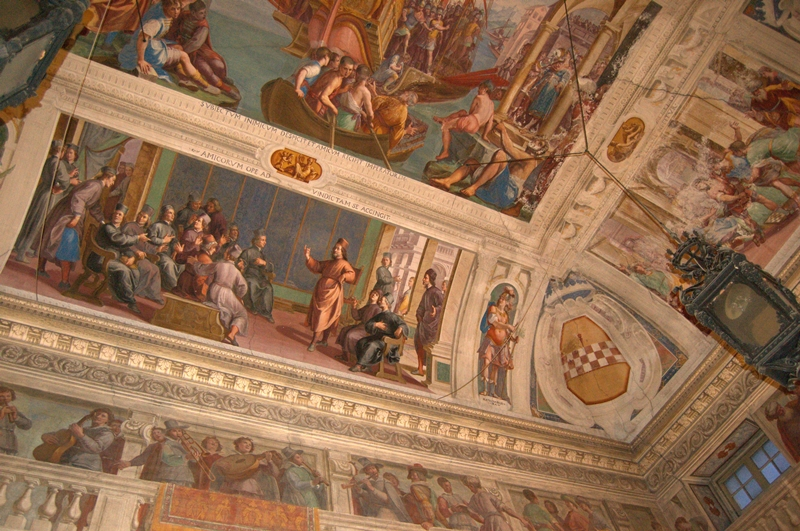
Giovanni Carlone, Imprese di Megollo Lercari, particolare degli affreschi del piano nobile

La villa è costruita secondo il classico modello alessiano, simile nella struttura alla villa Giustiniani Cambiaso di Albaro, ma non si conosce il nome del progettista. È uno dei due palazzi sampierdarenesi descritti da Rubens nel volume Palazzi di Genova (l'altro è "La Fortezza"), dove è identificato come il palazzo "C". Come molte ville del Cinquecento, fu dotata di una torretta di protezione.
All'interno è presente un importante ciclo di affreschi dei secoli XVI e XVII secolo riferibili a Bernardo Castello (Ratto di Elena e Storie di Paride) nell'atrio, Giovanni Carlone (Imprese di Megollo Lercari e Nozze di Pellina e Luca Spinola) nel salone del piano nobile e Giovanni Andrea Ansaldo (Imprese di Ambrogio Spinola e Gesta di Perseo) nelle stanze laterali, tutti di grande pregio.